# Kazimierz Justian

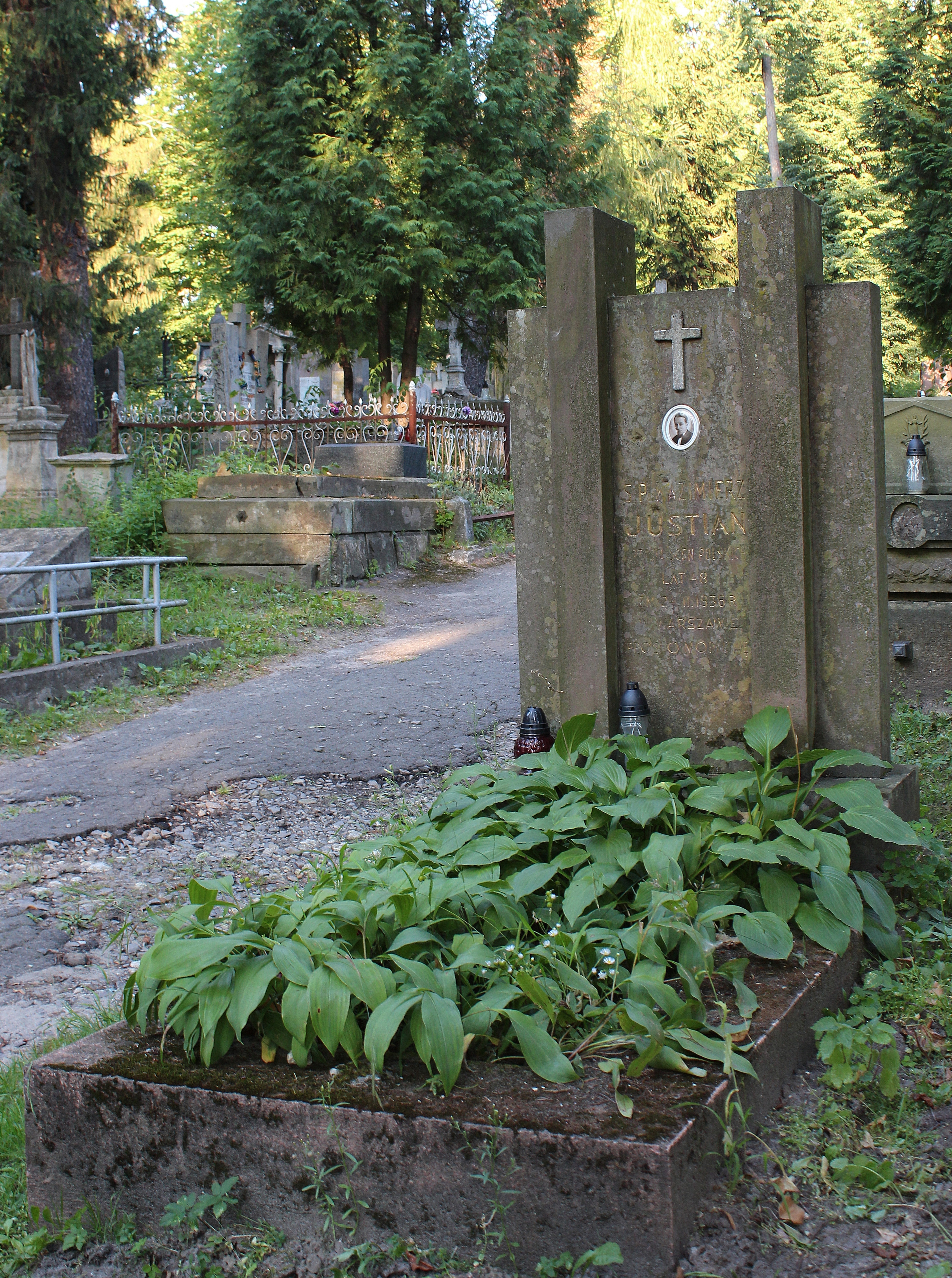
Grób Kazimierza Justiana na Cmentarzu Łyczakowskim we Lwowie

Kazimierz Justian (ur. 19 września 1888 we Lwowie, zm. 24 lutego 1936 w Warszawie) – polski przedwojenny aktor, często obsadzany w filmowych rolach czarnych charakterów.

## Życiorys
Ukończył szkołę realną we Lwowie. Był aktorem teatralnym od 1904. Występował na scenach we Lwowie i w Poznaniu. Od 1922 był aktorem Teatru Polskiego w Warszawie.
Zmarł nagle 24 lutego 1936 w Warszawie wskutek choroby serca. Został pochowany na Cmentarzu Łyczakowskim we Lwowie.

## Filmografia
- 1924: O czym się nie mówi – urzędnik bankowy Krajewski zwany Tatuńciem
- 1927: Ziemia obiecana – dyrektor Kessler
- 1927: Mogiła nieznanego żołnierza – komisarz Simonow
- 1928: Tajemnica starego rodu – parobek Szymona, Wasyl
- 1930: Na Sybir – szpicel
- 1931: Dziesięciu z Pawiaka – prowokator
- 1932: Biała trucizna – handlarz kokainą
- 1933: Dzieje grzechu